# Okres Topoľčany
Topoľčany is een district (Slowaaks: Okres) in de Slowaakse regio Nitra. De hoofdstad is Topoľčany. Het district bestaat uit 1 stad (Slowaaks: Mesto) en 53 gemeenten (Slowaaks: Obec).

## Steden
- Topoľčany

## Lijst van gemeenten
| - Ardanovce - Belince - Biskupová - Blesovce - Bojná - Čeľadince - Čermany - Dvorany nad Nitrou - Hajná Nová Ves - Horné Chlebany - Horné Obdokovce - Horné Štitáre - Hrušovany - Chrabrany - Jacovce - Kamanová - Koniarovce - Kovarce | - Krnča - Krtovce - Krušovce - Kuzmice - Lipovník - Ludanice - Lužany - Malé Ripňany - Nemčice - Nemečky - Nitrianska Blatnica - Nitrianska Streda - Norovce - Oponice - Orešany - Podhradie - Prašice - Práznovce | - Preseľany - Radošina - Rajčany - Solčany - Solčianky - Súlovce - Svrbice - Šalgovce - Tesáre - Tovarníky - Tvrdomestice - Urmince - Velušovce - Veľké Dvorany - Veľké Ripňany - Vozokany - Závada |

Okres Komárno · Okres Levice · Okres Nitra · Okres Nové Zámky · Okres Šaľa · Okres Topoľčany · Okres Zlaté Moravce